# Geschichte des Olivenöls
Die Geschichte des Olivenöls umfasst die Entwicklung der Nutzung des Olivenbaums, vom Neolithikum bis zur Gegenwart. Es ist vermutlich der Menschheit bekannt, seit im östlichen Mittelmeer vor ca. 8000 Jahren die Menschen begannen Oliven zu sammeln und zu pressen. Fassbare kulturelle Bedeutung gewinnt das Olivenöl in der griechischen Antike. 

## Domestizierung in der nördlichen Levante (ab 6000 v. Chr.), Verbreitung durch frühe Bauern
Selbst während der letzten Kaltzeit und seiner maximalen Ausdehnung der Eismassen im Norden Europas konnte sich die Wildform des Olivenbaums im Mittelmeerraum halten. Die Kultivierung erfolgte jedoch erst sehr viel später.
Am israelischen Karmel an der Fundstätte Nahal Zehora wurden Olivenkerne aus der Zeit um 8000 v. Chr. entdeckt. Daneben wurden Mutmaßungen für die Zeit um 6000 v. Chr. auch über das Gebiet südlich des Kaukasus und westlich des Irans angestellt. Ähnliches gilt für das Jordantal, wo sich Olivengewinnung für das Chalkolithikum an den Fundstätten Tell Ghassual und Abu Hamid belegen lässt. Der Nachweis von Olivenkernen, die gesammelt worden waren, ließ sich auch für Zypern (am Kap Andreas) für die Zeit vom 7. bis zum 6. Jahrtausend v. Chr. erbringen.
Die Frage nach der frühesten Domestizierung des Olivenbaums lässt sich auf der Grundlage genetischer Untersuchungen beantworten. So kann festgestellt werden, dass über alle Klimaveränderungen hinweg drei Refugia für den Olivenbaum blieben, nämlich das Gebiet um Gibraltar, die Ägäis und der Nahe Osten einschließlich Zypern. Diese drei Genpools der Wildform hätten den Ausgangspunkt für die domestizierten Formen bilden können. Allerdings stammen die heutigen Formen ausschließlich aus der nördlichen Levante und sie wurden mit den menschlichen Migrationen im Mittelmeerraum verbreitet. In Byblos im heutigen Libanon fand man Belege aus der Zeit um 3000 v. Chr.

## Ölgewinnung (spätestens ab 3500 v. Chr.), südliche Ägäis, Süditalien, Anatolien
Olivenöl wurde bereits im 6. Jahrtausend v. Chr. in Galiläa gelagert und in großem Umfang gehandelt und konsumiert. Der früheste gezielte Anbau von Olivenbäumen zum Zweck der Ölgewinnung wurde für Kreta in der Zeit um 3500 v. Chr. vermutet, In die südliche Ägäis kam die Kultivierung jedoch bereits im Neolithikum, während sie in die nördliche Ägäis erst in der Bronzezeit gelangte, wohl mit der Gründung von Kolonien. In Tilbeşar III B, einer 30 Hektar umfassenden Siedlung aus dem 3. Jahrtausend v. Chr. in Anatolien, wurde Olivenöl hergestellt.
Ob die bei Nola, 25 km östlich von Neapel, gefundenen Olivenkerne, die dort zwischen 1880 und 1680 v. Chr. ausgespuckt wurden, als Beleg für die Ölgewinnung hinreichen, ist unklar. Durch gaschromatographische Analysen an Gefäßfragmenten aus dem apulischen Coppa Nevigata konnte Olivenöl für das 18. Jahrhundert v. Chr. nachgewiesen werden; etwas jünger sind ähnliche Befunde für die Insel Vivara. An der Fundstätte Punta di Zambrone an der tyrrhenischen Küste Kalabriens ließ sich eine kurzlebige Olivenkultur für das 21. bis 18. Jahrhundert belegen, ebenso für das 13. und 12. Jahrhundert v. Chr.

## Phönizier, Ägypter
Die Phönizier dürften zur Verbreitung der Frucht in den westlichen Mittelmeerraum beigetragen haben, während die Assyrer daran kein Interesse hatten. Deren Oliven galten laut Plinius dem Älteren als klein, aber sehr schmackhaft, doch wurde ihr Öl meist als Salbe oder zur Beleuchtung eingesetzt. Perser, Assyrer, Babylonier und Nabatäer bevorzugten hingegen Sesam- und Rizinusöl. Auf älteste semitische Wurzeln und auf die Wanderungen der Hebräer, welche die Olive zait nannten, geht auch das heutige arabische Wort zeitun zurück, wie die Olive in Nordafrika genannt wird. Der Name einer sizilianischen Sorte und das spanische Wort aceite gehen gleichfalls hierauf zurück. Phönizier brachten im 16. Jahrhundert v. Chr. Olivenöl auch nach Zypern. Auch in Ägypten wurden Olivenbäume, die dort tat hießen, früh angepflanzt. Sie wurden möglicherweise aus Palästina mitgebracht, aber auch Syrien und Kreta wurden hier genannt. Unter Ramses III. wurden Olivenbäume bereits in großem Maßstab angepflanzt, so etwa 2750 ha für den Sonnengott Ra. Olivenöl wurde zu rituellen Zwecken in Form einer Ölung eingesetzt. Wie griechische und römische Autoren berichten, war der Anbau allerdings nur in wenigen Regionen des Landes möglich, so dass Ägypten seinen Ölbedarf meist durch Einfuhren deckte. Dabei wurde das Öl seit dem 16. oder 15. Jahrhundert v. Chr. auch in Nubien und Äthiopien gewonnen. In Nordwestafrika, wo eine Olivenölkultur wohl schon vor der Gründung phönizischer Städte ab etwa 800 v. Chr. bestand, war vor allem Karthago führend. Die Phönizier übernahmen dabei die Olivenkultur der einheimischen Berber. Dort förderten ab dem zweiten Jahrhundert v. Chr. die Römer gezielt den Anbau, um Rom mit Öl zu versorgen. Zudem siedelte Kaiser Trajan dort Kolonisten mit der Verpflichtung an, Olivenbäume anzupflanzen.
Ältere schriftliche Quellen sind der Codex Hammurapi und ägyptische Papyri aus der Zeit um 2300 v. Chr. 

## Antikes Griechenland

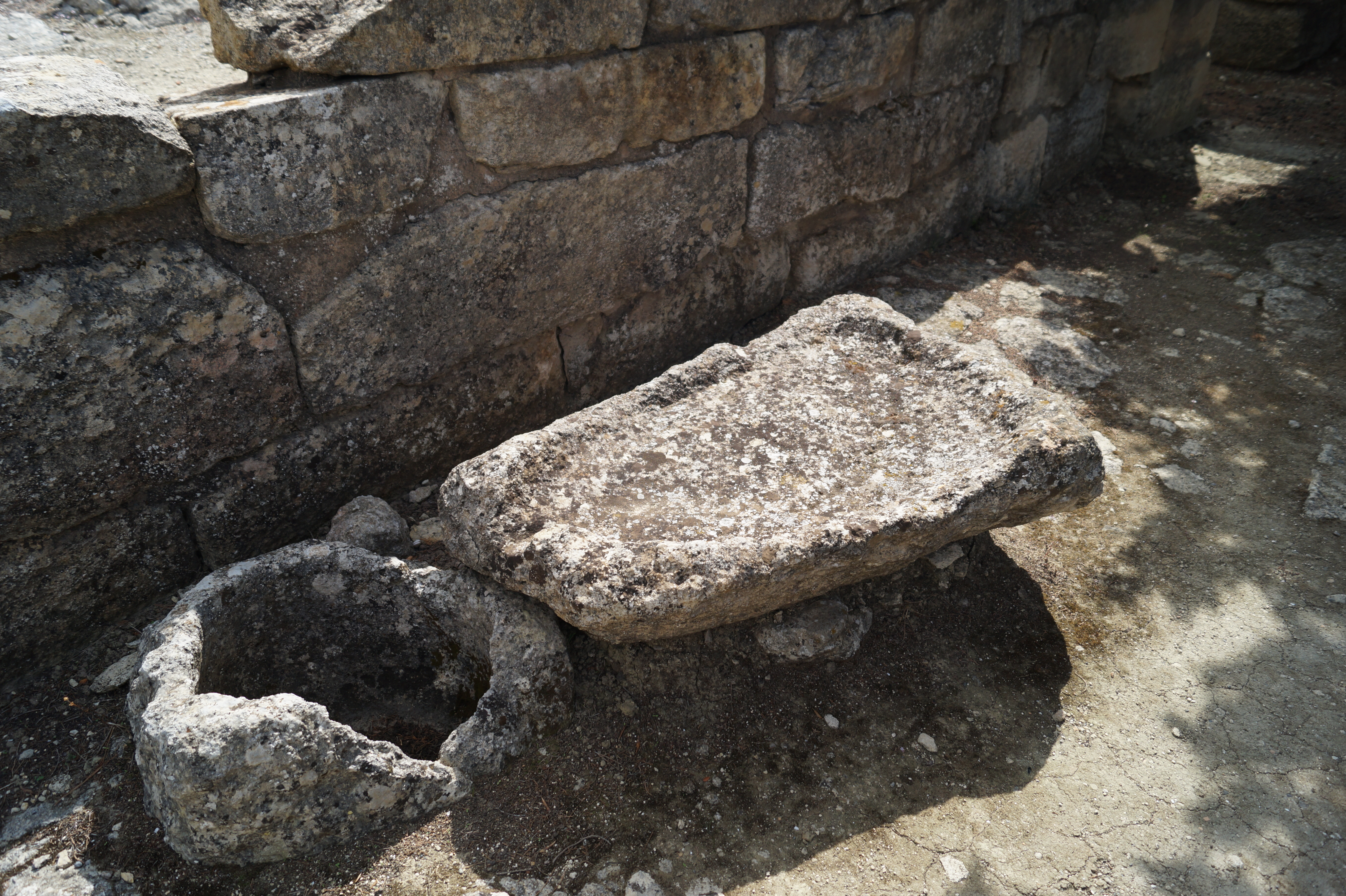
Minoische Ölmühle im Westhof der Villa Vathypetro, um 1550 v. Chr.

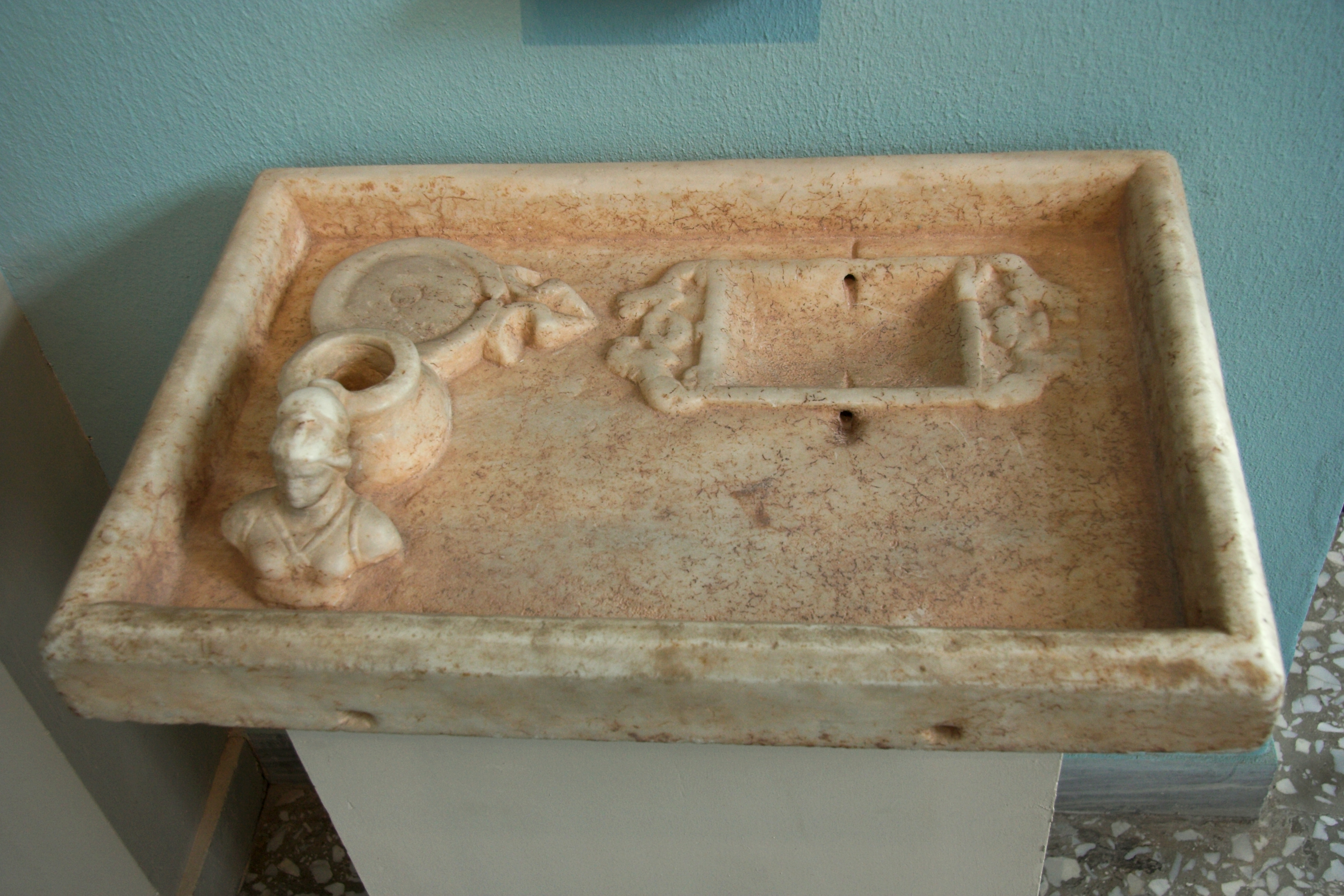
Gedenkplatte mit Motiv die Olivenölproduktion

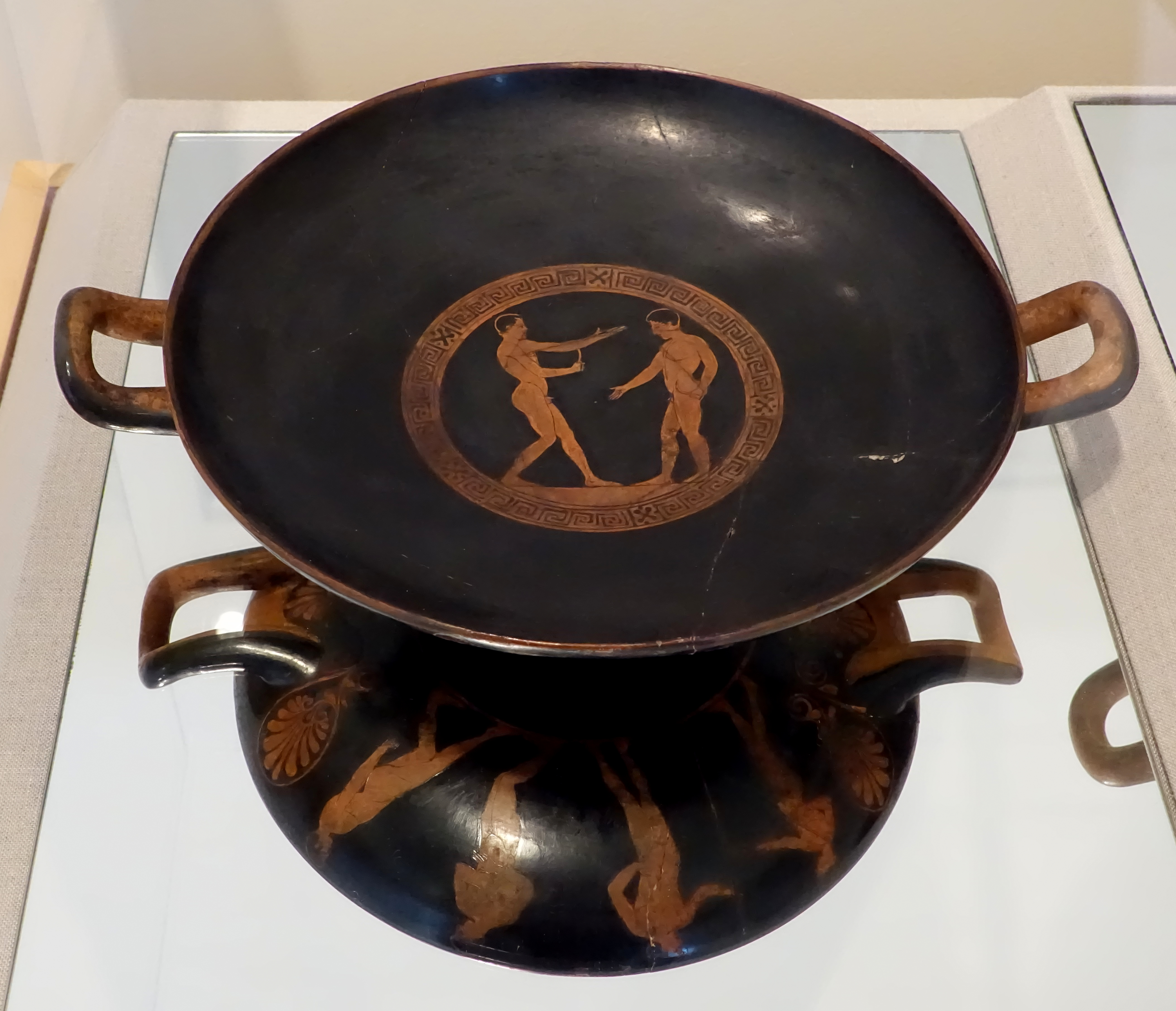
Sportler entfernen sich gegenseitig das Olivenöl, mit dem sie sich vor dem Wettkampf eingerieben hatten. Keramik aus Griechenland, 340 v. Chr.

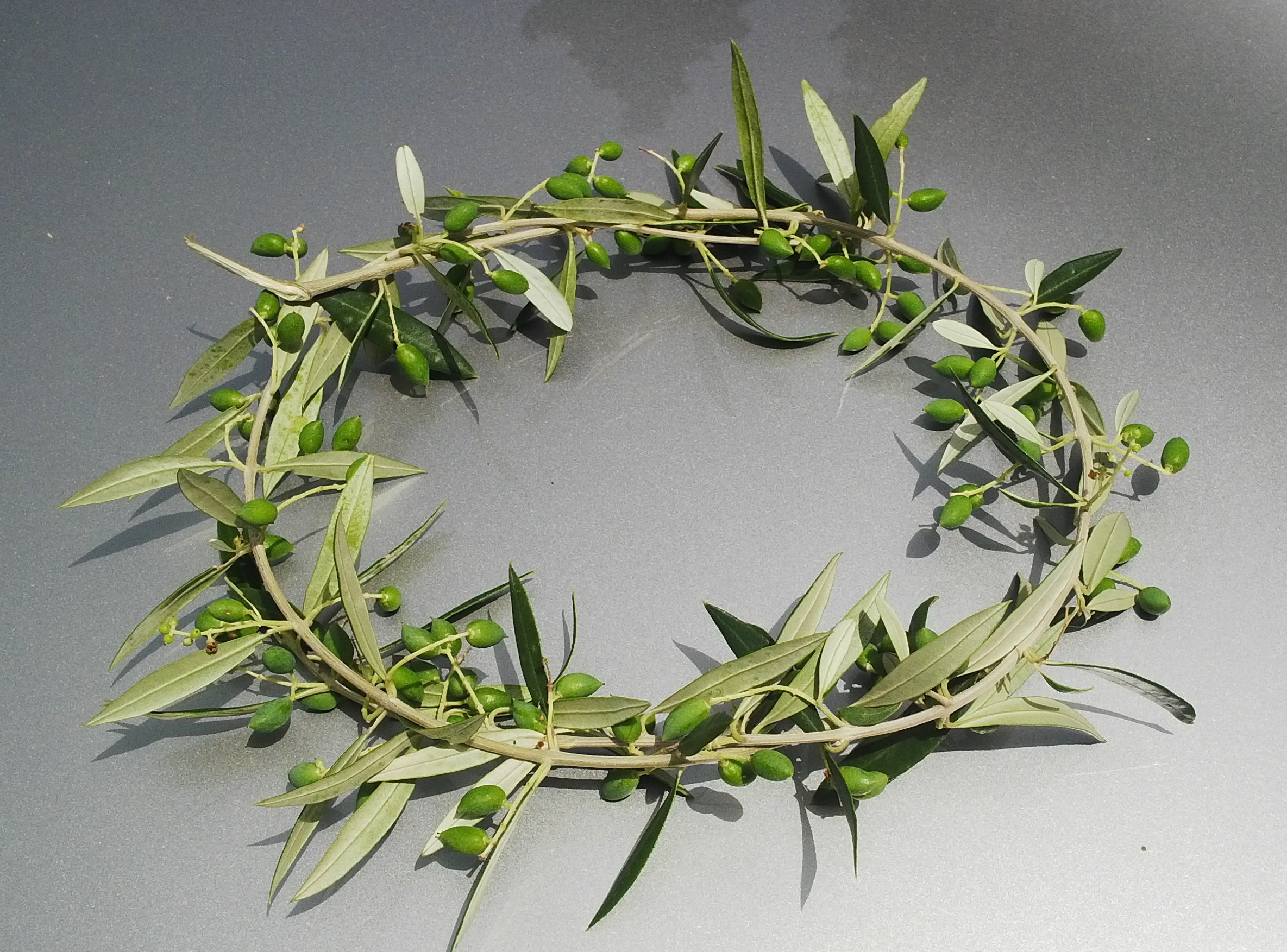
Der Kotinos genannte Olivenkranz ersetzte das Olivenöl als Siegerprämie

Das älteste schriftliche Zeugnis für die Verwendung von Olivenöl in Griechenland findet sich bei Homer, Öl und Olivenbaum werden in der Ilias und Odyssee zahlreich erwähnt. Den Griechen galt der Olivenbaum als heilig, weil er ein Geschenk der Götter war. Zahlreiche griechische Stadtstaaten verboten gesetzlich, Olivenbäume zu fällen. In Athen galt auf die willkürliche Fällung eines Olivenbaums die Todesstrafe. 
Bei sportlichen Wettkämpfen wurde Olivenöl als Siegerprämie gegeben. Später erhielten Sportler nach den Siegen in ihrer Heimatstadt (Polis) erhebliche Ehrungen und Privilegien, darunter lebenslange Freikarten für öffentliche Einrichtungen, besondere Plätze im Theater und Stadion und als Höhepunkt der Körper des Sportlers als Marmorstatue oder gar in Bronze gegossen. Die Veranstalter der Wettkämpfe verwiesen auf solche Sachleistungen und gingen dazu über, die Siegerprämie auf Kränze aus Olivenzweigen (fälschlicherweise häufig für Lorbeerkränze gehalten) zu begrenzen, der sogenannte Kotinos, und auf den Ruhm und ideellen Wert zu verweisen.
Die Griechen haben auch in Süditalien ihre Pflanz-, Pflege und Ölgewinnungstechnik eingeführt. Von dort wanderte der Anbau nordwärts, spätestens im siebten Jahrhundert v. Chr. zu den Etruskern, wie Plinius der Ältere berichtet. Über Ligurien breitete sich der Anbau um 600 v. Chr. an die Rhone aus. In Spanien weist die neben aceite bestehende Bezeichnung oleos santos auf römische Ursprünge.
Später wurde es auf Rhodos und Samos gewonnen, das Sophokles im Ödipus auf Kolonos geradezu als Oliveninsel bezeichnete, aber auch auf Delos, in Lykien und in Milet. Möglicherweise noch erheblich früher erschien der Olivenanbau auf dem Festland, vielleicht bereits im Neolithikum.

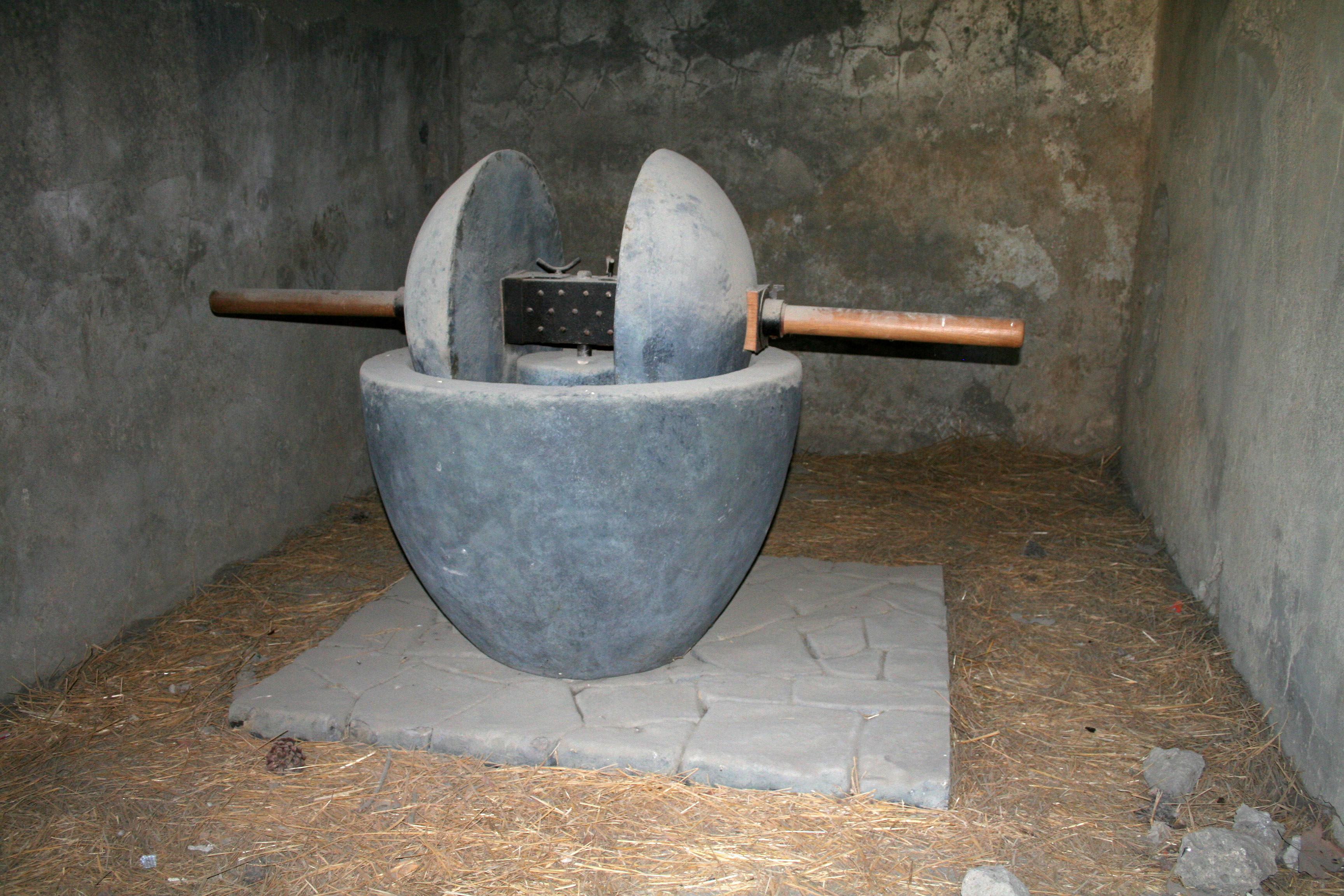
Ein Trapetum zum Zerkleinern und Entkernen von Oliven (Pompeji, 79 n. Chr.)

Weiterhin fand Olivenöl neben der Verwendung in der Küche Anwendung in Seifen, mit Honig gemischt als Kosmetikum und zu Beleuchtungszwecken. Olivenöl war auch ein bedeutendes Handelsgut, dessen Produktionsstufen im sechsten Jahrhundert v. Chr. in verschiedenen Händen liegen konnten. So mietete Thales von Milet (um 624 bis 546 v. Chr.) alle Olivenpressen auf Chios und in Milet, um sie zur Erntezeit teuer auszuleihen, was aber offenbar zu dieser Zeit ein Einzelfall war.
Die Römer importierten das Olivenöl, das als sehr hochwertig galt, aus Attika. Neben dem Weinbau wies die Gewinnung von Olivenöl einen hohen Mechanisierungsgrad auf. In Attika wurden je Baum 20 kg Oliven geerntet, aus denen drei Liter Öl gewonnen wurden. Der Mechanisierung waren allerdings auch Grenzen gesteckt, denn beim Pressvorgang durften die Kerne nicht zerbrochen werden, da dies die Qualität des Öls gemindert hätte.
In der griechischen und römischen Antike wurde das Olivenöl zum Weihen der Altäre benutzt, die dazu mit Olivenöl begossen wurden. Noch heute wird in der Liturgie der römisch-katholischen und orthodoxen Kirche geweihtes Olivenöl (teilweise mit Balsam vermischt, siehe Chrisam) bei Taufe, Firmung, Priesterweihe, aber auch bei der Krankensalbung sowie eben bei der Altarweihe, Glockenweihe oder bei Bestattungen verwendet. Zugleich spielte das Olivenöl auch in der Volksmedizin des ländlichen Griechenland eine Rolle, einerseits als universelles Therapeutikum, andererseits als Tee (zusammen mit den Blättern des Baumes) gegen Diabetes und andere Stoffwechselerkrankungen. Plinius der Ältere (Naturalis Historia XXIII, 79) unterschied sorgsam das Olivenöl als Medizinalie, das „tenue, odoratum quodque non mordeat“, sein musste, im Gegensatz zu dem, das er für die Speisen wählte.

## Italien, Römische Kaiserzeit
In Italien galt das Öl von Venafrum im westlichen Samnium in der heutigen Region Molise als das beste. Hingegen lieferte Istrien eher Öle, die für die Beleuchtung und für die Massage benutzt wurden. Heron von Alexandria beschrieb die ersten landwirtschaftlichen Maschinen, wie die Schraubenpresse und die Galeagra, wobei es sich um ein hohes Gitterwerk aus Baukastenteilen handelte, so dass der Saft gut abfließen konnte. Die häufigste Form der Presse war jedoch die Hebelpresse, bei der über einen Hebel Druck ausgeübt wurde, indem man Gewichte an dessen Ende hängte, oder Menschen durch ihr Eigengewicht Druck ausübten. Speiseöl wurde zur Konservierung gesalzen und im Lekythos, einer Ölkanne, aufbewahrt.

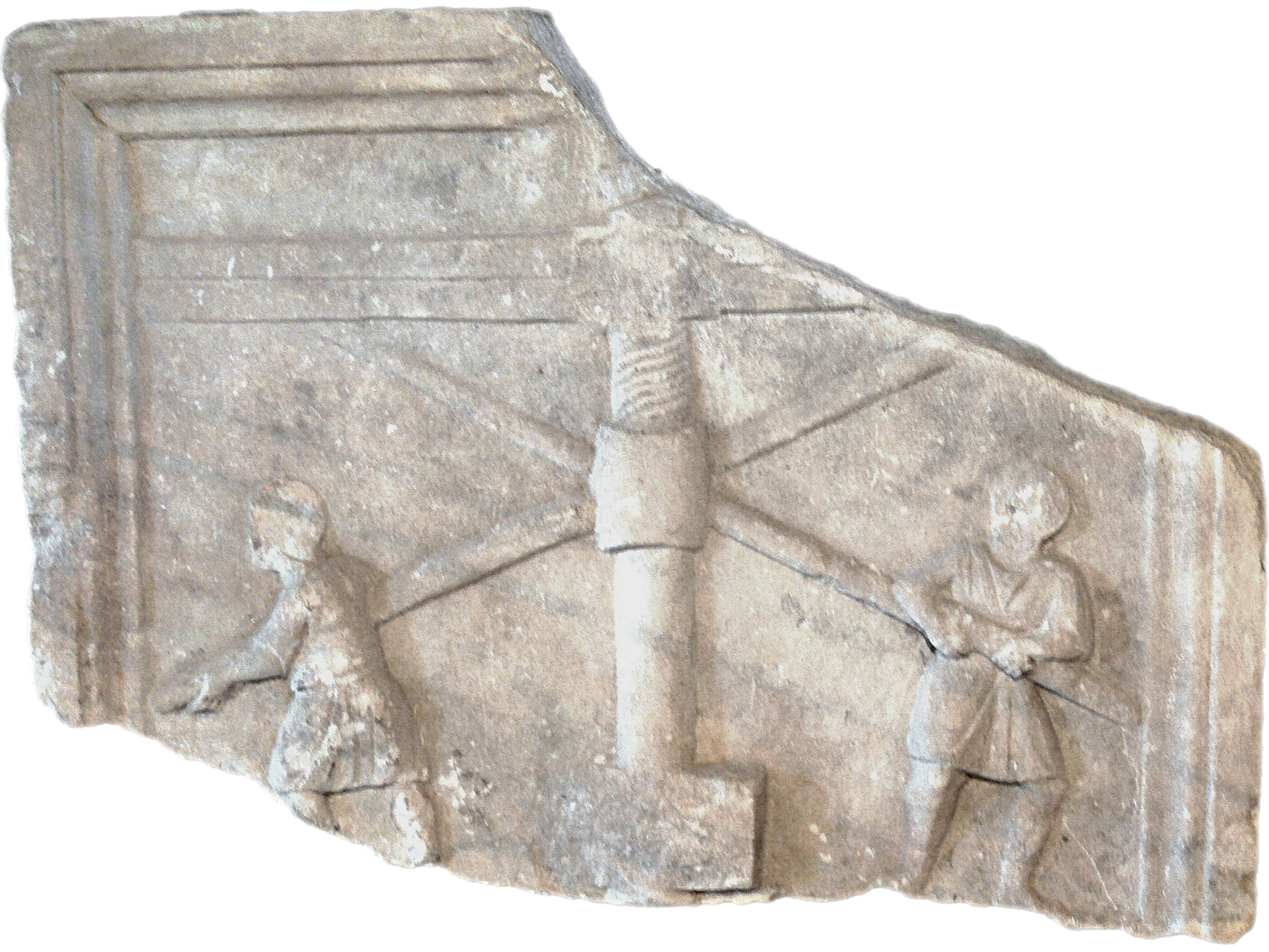
Olivenpresse aus dem dritten Jahrhundert, Archäologisches Museum, Aquileia

In der Kaiserzeit wurde Olivenöl in industriellem Maßstab bis in die fernsten Provinzen des Reiches gewonnen, wie etwa in Jordaniens Nordosten, wie eine 2009 bis 2013 ausgegrabene Ölmühle bei Tell Es-Sukhnah erwies. Kaiser Septimius Severus soll den Römern freies Öl gestiftet haben, gesichert ist dies für Aurelian. Schon Cato (Agr. 22,3) bemerkte, dass ein Liter Olivenöl immerhin etwa 1,5 Sesterzen kostete. Etwa 55.000 Amphoren mit Olivenöl erreichten im Schnitt jährlich die Hauptstadt.
Die wichtigste Fundgruppe stellen die Amphorenstempel vom Monte Testaccio dar. Dieser einen Kilometer breite und 30 Meter hohe Berg barg 700.000 m³ Scherben aus der Kaiserzeit. Anhand der Scherben von 25 Millionen Amphoren ließ sich zeigen, dass das Öl bis ins dritte Jahrhundert überwiegend aus Spanien kam, später aus Nordafrika. Die Scherben stammten zu vier Fünfteln aus der Baetica, wo man etwa 100 Produktionsstätten entdeckte, welche die großen, etwa 30 kg schweren Amphoren mit einem Fassungsvermögen von 70 l Olivenöl herstellten (Typ Dressel 20). Die übrigen 20 % stammten aus Tripolitania und Byzacena.
Das Öl durfte nur an den Öltischen verkauft werden, die wiederum nur vererbt werden durften. Falls es keinen Erben gab, durfte der Tisch für maximal 20 Folles verkauft werden. Für die wohl erheblichen Einnahmen gab es eine eigene Kasse, die arca olearia et frumentaria. Unter Konstantin I. gab es in Rom 2300 Abgabestellen für Öl.

## Frühmittelalter
Mit dem Ende des Weströmischen Reiches, dem starken Rückgang des Fernhandels im fünften Jahrhundert und vor allem dem Rückgang der Bevölkerungszahlen ging auch die Olivenölproduktion im nördlichen Mittelmeerraum drastisch zurück. Im südlichen Mittelmeerraum, der im zweiten und dritten Drittel des siebten Jahrhunderts von Arabern erobert wurde, gab es diesen Zusammenbruch nicht. Dieser Wirtschaftszweig wurde als so wichtig erachtet, dass in der Zeit, als Sizilien arabisch war (etwa 827 bis 1091), die dortige Produktion untersagt wurde.
Dem Chrisam, einer Mischung aus Balsam und Olivenöl, das den Firmling stärken sollte, schrieb man magische Kräfte zu, weshalb es getrunken oder zur Einreibung verwendet wurde. Bischof Reinbern von Kolberg († 1013–1015) ließ mit Chrisam gesalbte Steine in die Ostsee werfen, um sie von Dämonen zu säubern, was Thietmar von Merseburg zustimmend berichtet.

## Nordeuropa, Fernhandel, Wiederausbreitung

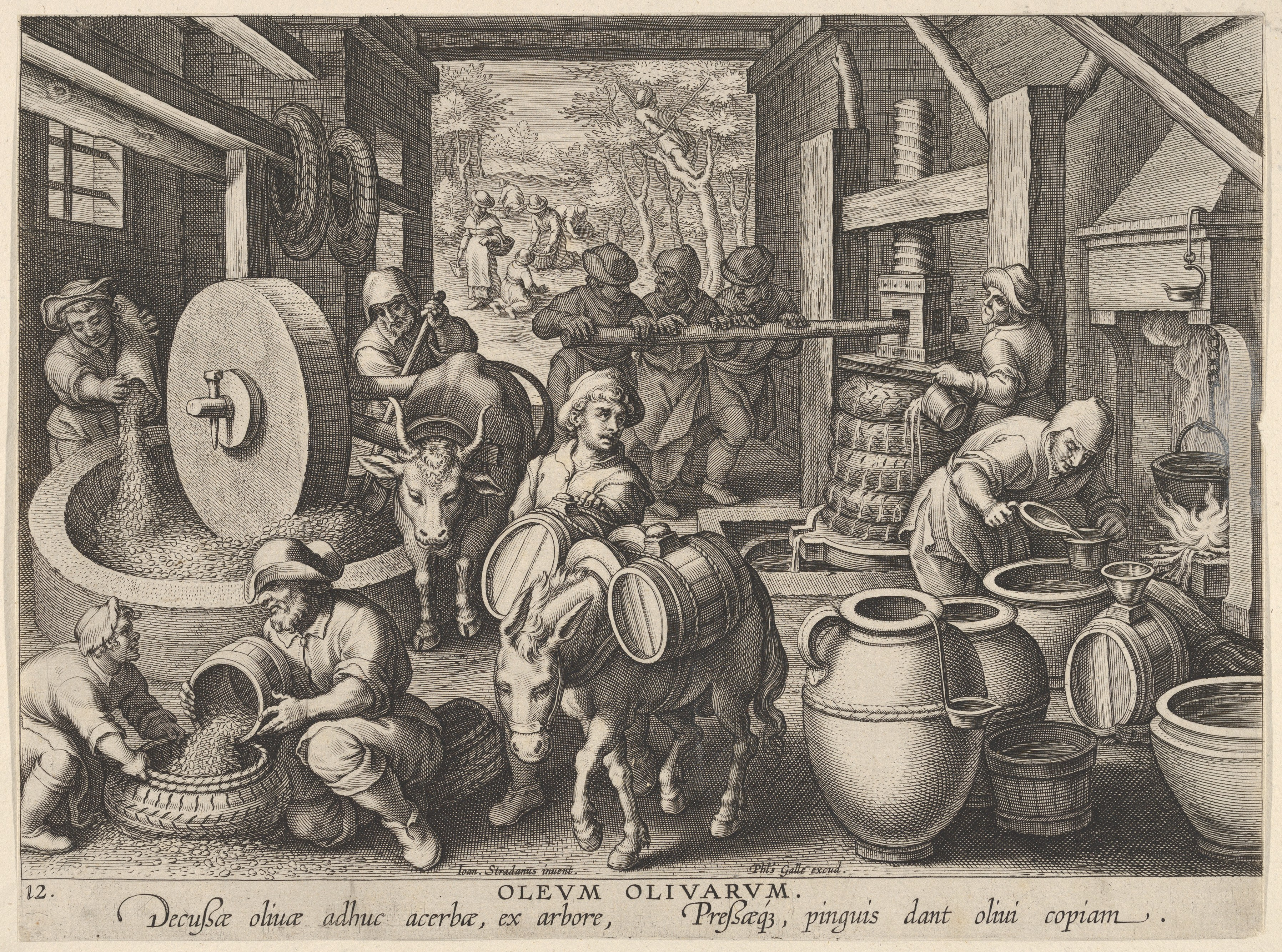
Herstellungsprozess von Olivenöl, Stich von Giovanni Stradano, entstanden zwischen 1587 und 1589

Nordeuropa nutzte im Gegensatz zum Süden bis in das Hochmittelalter Fette statt Öle, wenn auch noch im Donauraum des 5. Jahrhunderts Olivenöl vielfach in der Küche genutzt wurde. Nur im liturgischen Bereich fand es Verwendung, außerdem durften die Öllampen im Gottesdienst nur mit Olivenöl befeuert werden. Hildegard von Bingen empfahl die Verwendung von Rindenstücken und Blättern gegen Gicht, ihr galt das aus unreifen Oliven kalt gepresste Öl als das Öl von höchster Qualität (Oleum omphacinum), doch war sie der Ansicht, dass der Konsum des Öls zu Brechreiz führe. Konrad von Megenberg empfahl das Öl gegen Wunden und Geschwüre.
Auch wegen derlei Vorstellungen und Heilnutzungen brachten Genuesen Olivenöl aus Ligurien, Latium, der Toskana und Kampanien nach Brügge, Paris und London, Venezianer brachten es aus Apulien und den Marken, aber auch aus Dalmatien, Istrien und Griechenland nach Nordeuropa. Zum einen erlaubten diese Einfuhren den Rückgriff auf schmackhaftes Öl in der Fastenzeit, in der tierische Fette verboten waren, eine Zeit, die rund 100 Tage pro Jahr umfasste, zum anderen kamen immer mehr italienische Händler in den Norden, die ihre Ernährungsgewohnheiten weitgehend beibehielten. Daher wurde Olivenöl nicht nur durch die Klöster und den Hof im Norden gebräuchlich, sondern auch durch die Regelungen des Kirchenjahres sowie durch die Intensivierung der Handelskontakte. Das feine Olivenöl aus Italien, Südfrankreich und Spanien kam in großen länglich-spitzen Fässern, den Pipen, oder in Steinkruken.

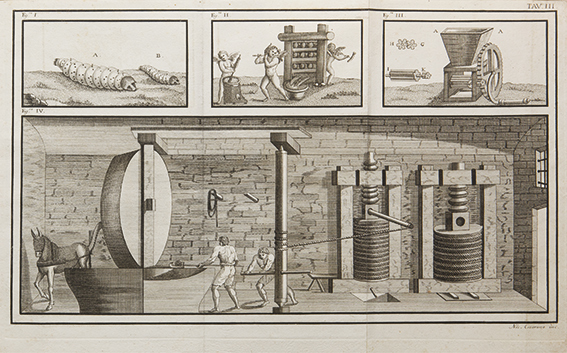
Aus dem Lehrbuch des Giovanni Presta (1720–1797): Degli ulivi delle ulive, e della maniera di cavar l'olio, Stamperia Reale, Neapel 1794

Mit dem spanischen Kolonialismus erreichte die Olive auch Lateinamerika. 1556 erreichte sie Argentinien, 1560 Peru, doch erst 1697 Mexiko. Franziskaner brachten sie 1769 nach Kalifornien.
Der Konsum von Olivenöl nahm im 18. Jahrhundert deutlich zu, Reisende aus Mitteleuropa lobten im 19. Jahrhundert die Qualität speziell des italienischen Öls. Gallipoli wurde im 17. und 18. Jahrhundert reich durch den Verkauf von Olivenöl als Lampenöl für Europa. Die Venezianer vertrieben auch das Öl der Ionischen Inseln, insbesondere aus Kefalonia. Anfangs wurde eher auf Masse gesetzt und das Produkt als „Baumöl“ oder „Levantiner Öl“ verkauft und mit den Ölen anderer Regionen gestreckt. Es richtete sich häufig an Großabnehmer wie Seifenfabriken. Ab 1850 setzte eine Hinwendung zu besonders hochwertigen Speiseölen ein. Deren Qualität wird in einem deutschen Kaufmannsverzeichnis als „recht gut“ bezeichnet. Das Öl wurde mit dem österreichischen Lloyd zwei Mal die Woche von den Ionischen Inseln nach Triest gebracht.
1915/17, während des Ersten Weltkriegs, fiel der Export beispielsweise italienischen Öls von 41.270 auf 10.237 t, um sich erst nach dem Krieg zu erholen. Doch fielen die Mengen bald erneut. So exportierte Italien 1925 zwar noch 22.500 t, jedoch 1926 nur noch 9.700, 1927 gar 9.100 t mit weiter fallender Tendenz. Spanien lieferte zu dieser Zeit bereits die Hälfte der Welternte, doch dann setzte dort ein Preisverfall durch Überproduktion ein. Im Jahr 1928 wurde Olivenöl von der Schweizer Einzelhändlerin Migros ins Sortiment aufgenommen.

### Überblickswerke
- Giorgio Bartolini, Raffaella Petruccelli: Classification, Origin, Diffusion, and History of the Olive. Rom 2002.
- Vito Sciancalepore: L’olio vergine d’oliva. Un approccio alla valorizzazione, Hoepli, Mailand 2002 (zu jedem Kapitel enthält das Werk einen historischen Überblick). ISBN 978-88-203-3076-7
- André Bervillé, Catherine Breton: Histoire de l'olivier, Quae, 2012 (Geschichte der Kultivierung und Verbreitung des Genoms der Zuchtolive im Mittelmeerraum (L'histoire de l'olivier reconstituée à partir de données génétiques, La domestication de l'olivier en Méditerranée nord-occidentale révélée par l'archéobiologie)).
- Mort Rosenblum: Oliven. Kulturgeschichte einer göttlichen Frucht. Piper, München 2000. ISBN 978-3-492-23221-0.
- Jean Savare: Histoire de l’huile d 'olive, in: Bulletin de la Société scientifique d’hygiène alimentaire et d’alimentation rationnelle de l’homme 23 (1935) 377–391, online auf gallica.bnf.fr, abgerufen am 7. November 2018.
- Johannes Hoops: Geschichte des Ölbaums, C. Winter, 1944. OCLC 459402281
- Daniel Zohary, Maria Hopf, Ehud Weiss: Domestication of Plants in the Old World. The Origin and Spread of Domesticated Plants in Southwest Asia, Europe, and the Mediterranean Basin, 4. Auflage, Oxford University Press, 2012.

### Urgeschichte
- Dvory Namdar, Alon Amrani, Nimrod Getzov, Ianir Milevski: Olive oil storage during the fifth and sixth millennia BC at Ein Zippori, Northern Israel, in: Israel Journal of Plant Sciences 62 (2015) 65–74.

### Griechen, Römisches Reich
- Soultana Maria Valamoti, Eugenia Gkatzogia, Maria Ntinou: Did Greek colonisation bring olive growing to the north? An integrated archaeobotanical investigation of the spread of Olea europaea in Greece from the 7th to the 1st millennium bc, in: Vegetation History and Archaeobotany 27 (2018) 177–195.
- Annalisa Marzano: Agricultural Production in the Hinterland of Rome: Wine and Olive Oil. In: Alan Bowman, Andrew Wilson: The Roman Agricultural Economy. Organization, Investment, and Production. Oxford University Press, 2013, S. 85–106. ISBN 978-0-19-966572-3
- John T. Peña: The Mobilization of State Olive Oil in Roman Africa: The Evidence of Late 4th-c Ostraca from Carthage, in: John T. Peña (Hrsg.) u. a.: Carthage Papers. The Early Colony's Economy, Water Supply, a Public Bath and the Mobilization of State Olive Oil, Portsmouth 1998, S. 117–238. ISBN 978-1-887829-28-1